# Susana Dosamantes
Pour les articles homonymes, voir Dosamantes.
Susana Dosamantes, de son vrai nom María del Perpetuo Socorro Guadalupe Susana Rul Riestra, est une actrice mexicaine née le 9 janvier 1948 à Guadalajara (Jalisco) et morte le 2 juillet 2022 à Miami (Floride). 

## Biographie
Susana Dosamantes est la mère de la chanteuse Paulina Rubio et elle a joué dans plusieurs télénovela et séries.

## Filmographie

### Séries télévisées
- 1970 : Rio Lobo : Maria Carmen
- 1971 : Muchacha italiana viene a casarse
- 1972 : Las gemelas
- 1972 : El edificio de enfrente : Celia
- 1972 : El carruaje : Concepción
- 1973 : La hiena : Dayanara
- 1974 : Ana del aire : Norma
- 1974 : El chofer : Pilar
- 1975 : Lo imperdonable : Ángela Fonseca Flores de Vidal
- 1977 : Corazón salvaje : Aimée Molnar de D'Autremont
- 1980 : Aprendiendo a amar : Teresa Ibáñez Robles
- 1981 : Infamia : Lidia Santana
- 1983 : Amalia Batista : Amalia Batista
- 1989 : Morir para vivir : Rosaura Guzmán de Iturralde
- 1997 : Amada enemiga : Regina Proal de Quijano
- 2003 : Rebeca : Matilde Linares
- 2005-2006 : El amor no tiene precio : Lucrecia Cevallos Vda. de Monte y Valle
- 2006-2007 : Marina : Alberta Morales Vda. de Alarcón
- 2008 : El juramento : Luisa Vega de Robles-Conde
- 2010-2011 : Eva Luna : Marcela Castro de Arismendi
- 2012 : Corazón apasionado :  Úrsula Villacastín Vda. de Campos-Miranda
- 2016 : Les Trois Visages d'Ana (Tres veces Ana) : Ernestina Vda. de Rivadeneira